# كاين فالكونر
كاين فالكونر (بالإنجليزية: Kane Falconer)‏ هو لاعب اتحاد الرغبي نيوزيلندي، ولد في 7 يونيو 1997 في برث في أستراليا.